# HMS Splendid (P228)
Pour les autres navires du même nom, voir HMS Splendid.
Le HMS Splendid (Pennant number : P228) est un sous-marin britannique de classe S du troisième lot, construit pour la Royal Navy pendant la Seconde Guerre mondiale. Il faisait partie des unités construites entre 1941 et 1944 par les Britanniques pour des opérations offensives.
Il fut mis sur cale le 7 mars 1941 et lancé le 19 janvier 1942. Après une première patrouille dans le golfe de Gascogne jusqu’à Gibraltar, le Splendid effectue deux patrouilles dans la mer Méditerranée. L’une est abandonnée après des problèmes techniques, mais l’autre lui permet de couler deux navires italiens. Lors de sa patrouille suivante, le sous-marin attaque deux convois italiens, coulant un destroyer italien lors de la deuxième attaque.
Basé à Alger, le navire a opéré au nord de la Sicile, coulant six navires italiens, dont deux pétroliers et deux navires marchands de fort tonnage. Le HMS Splendid a été détecté par un destroyer allemand le 21 avril 1943, alors qu’il patrouillait au large de Naples, en Italie. Le sous-marin a été attaqué avec des charges de profondeur par le destroyer et forcé à remonter à la surface, après quoi il a été sabordé et ses membres d’équipage survivants faits prisonniers. Il a été le sous-marin britannique qui a coulé le plus fort tonnage ennemi entre novembre 1942 et mai 1943.

## Conception
Les sous-marins de la classe S ont été conçus pour patrouiller dans les eaux resserrées de la mer du Nord et de la mer Méditerranée. Les navires du troisième lot étaient légèrement agrandis et améliorés par rapport à ceux du deuxième lot. Ils avaient une coque plus solide, transportaient plus de carburant, et leur armement était modernisé.

Schéma d'un sous-marin de classe S.

Ces sous-marins avaient une longueur hors tout de 66,1 mètres (217 pieds), une largeur de 7,2 m (23 pieds 9 pouces) et un tirant d'eau de 4,5 m (14 pieds 8 pouces). Leur déplacement était de 879 tonnes en surface et 1 006 tonnes en immersion . Les sous-marins de la classe S avaient un équipage de 48 officiers et matelots. Ils pouvaient plonger jusqu'à la profondeur de 91,4 m (300 pieds) .
Pour la navigation en surface, ces navires étaient propulsés par deux moteurs Diesel de 950 ch (708 kW), chacun entraînant un arbre et une hélice distincte. En immersion, les hélices étaient entraînées par un moteur électrique de 650 ch (485 kW). Ils pouvaient atteindre 15 nœuds (28 km/h) en surface et 10 nœuds (19 km/h) en plongée . En surface, les sous-marins du troisième lot avaient une autonomie en surface de 6 000 milles marins (11 000 km) à 10 nœuds (19 km/h), et en plongée de 120 milles (220 km) à 3 nœuds (5,6 km/h).
Ces navires étaient armés de sept tubes lance-torpilles de 21 pouces (533 mm) dont six à la proue et un tube externe à la poupe. Ils transportaient six torpilles de recharge pour les tubes d’étrave, pour un total de treize torpilles. Douze mines pouvaient être transportées à la place des torpilles intérieurement arrimées. Les navires étaient aussi armés d'un canon de pont de 3 pouces (76 mm).
Les navires du troisième lot de la classe S étaient équipés d’un système ASDIC de type 129AR ou 138 et d’un radar d’alerte avancée de type 291 ou 291 W .

## Engagements
Le HMS Splendid a été commandé le 14 octobre 1940, dans le cadre du Programme naval de 1941. Il a été construit par l’arsenal de Chatham, mis sur cale le 7 mars 1941 et lancé le 19 janvier 1942. Il fut le troisième navire de la Royal Navy à porter ce nom. Le 8 août 1942, sous le commandement du lieutenant Ian McGeoch, le HMS Splendid est admis au service,.
Après une période d’entraînement, le Splendid quitte Holy Loch le 3 octobre 1942 avec son sister-ship le HMS Sibyl. Après dix jours en mer, le Splendid aperçut de la fumée peu après midi et poursuivit le navire non identifié. Quatre heures plus tard, il l’arrêta et monta à bord du navire, qui s’avéra être un navire allié, le Gaizka, en retard sur son horaire. Plus tard dans la journée, le sous-marin a repéré un U-Boot, mais n’a pas pu l’identifier et n’a pas attaqué. Le Splendid est arrivé à Gibraltar le 16 octobre.

### Gibraltar
Le Splendid a quitté Gibraltar le 31 octobre 1942 pour patrouiller au large de Toulon, en France. Cependant, il a rencontré des problèmes avec ses barres de plongée arrière, et il a dû abandonner la patrouille et rentrer au port.
Le sous-marin a de nouveau quitté le port le 7 novembre 1942 pour patrouiller au large de Toulon. Il a été réaffecté la semaine suivante pour opérer au large de Naples. Le 16 novembre, le Splendid a tiré six torpilles sur un sous-marin allemand, mais il l’a raté. Plus tard dans la journée, le sous-marin britannique a fait surface et a coulé à coups de canon la goélette anti-sous-marine italienne San Paolo au nord-ouest de l'île de Gorgone, en Italie. Le Splendid a tiré ses six torpilles avant restantes sur le sous-marin italien Aradam le 20 novembre, mais toutes ont manqué la cible. Le lendemain, le navire a attaqué le destroyer italien Velite, de classe Soldati, avec son seul tube lance-torpille arrière, non rechargeable. Le plan était de faire surface une fois le destroyer coulé et d’attaquer les navires marchands avec le canon de pont. La torpille a frappé et endommagé le Velite, mais la présence inattendue de deux destroyers supplémentaires a fait échouer l’attaque en surface prévue. Le 23 novembre, alors qu’il revenait de sa patrouille, le Splendid a rencontré le navire marchand italien Favorita au nord-ouest de la Sardaigne et l’a coulé à coups de canon en surface, ayant utilisé toutes ses torpilles. Le sous-marin a finalement terminé à sa patrouille le 28 novembre.
Le 8 décembre 1942, le Splendid a débuté une autre patrouille, au nord de la Tunisie. Le 14 décembre, il a attaqué un convoi italien avec quatre torpilles et a revendiqué une victoire. Ce n’était pas le cas, car quelques heures plus tard, les deux navires marchands du convoi ont été coulés par le HMS Sahib et le HMS Unruffled. Le 17 décembre, le Splendid aperçoit un autre convoi et tire six torpilles sur le transport lourd allemand Ankara. Une torpille passe à 10 mètres (33 pieds) devant l’avant du navire et une autre à 13 mètres (43 pieds) derrière l’arrière du navire. Le destroyer italien Aviere a eu moins de chance et a été frappé deux fois, coulant en dix secondes en faisant 220 morts. Le sous-marin britannique HMS Saracen a observé l’attaque et a confirmé le naufrage. Le Splendid tira sa dernière torpille restante sur le sous-marin italien Galatea, mais le manqua. Le navire termina sa patrouille à Alger à Noël 1942.

### Alger

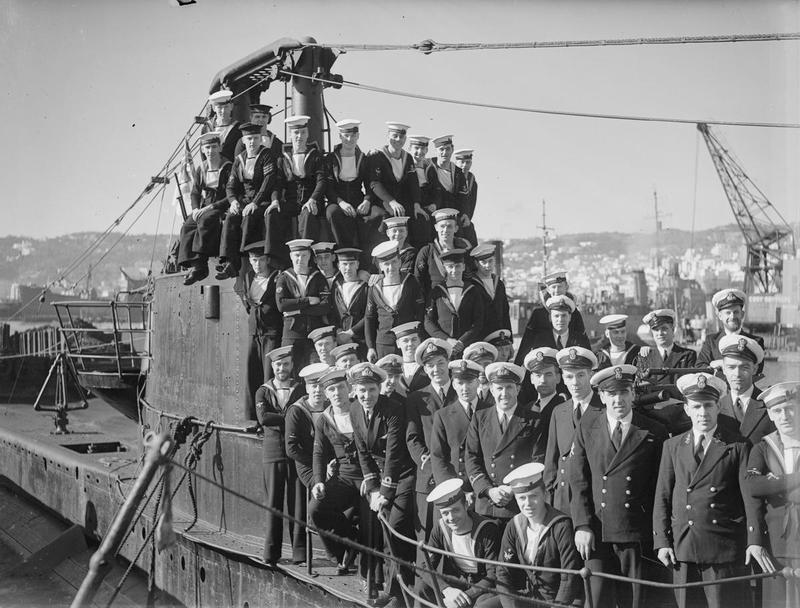
L'équipage du Splendid à Alger en février 1943.

La patrouille suivante du Splendid commença le 5 janvier 1943, au large de la Sardaigne. Après avoir patrouillé pendant quatre jours, le navire a débarqué deux officiers du Special Operations Executive sur la côte est de la Sardaigne. Le sous-marin a alors reçu l’ordre de patrouiller au large de Naples et de mettre le cap sur sa nouvelle zone de patrouille. Le 15 janvier, le Splendid aperçoit un convoi italien et tire cinq torpilles sur le navire marchand Emma, qui transporte 950 tonnes d’approvisionnement et dix chars d'assaut. Une torpille a touché, et le navire marchand a été stoppé net. Cependant, il n’a pas coulé, et le sous-marin est resté à proximité pour l’attaquer de nouveau de jour. Pendant la nuit, des navires italiens tentèrent de remorquer l'Emma, mais ne purent le faire à cause de la mer agitée, et le sous-marin a attaqué une seconde fois le lendemain matin avec une torpille qui a enfin coulé le navire. Une brève contre-attaque avec des grenades sous-marines suivit, mais le Splendid évita les destroyers et ne fut pas endommagé. Le sous-marin a plus tard coulé le dragueur de mines italien Cléopatra à coups de canon à l’est de la Sardaigne, puis a endommagé le chalutier armé Violette à coups de canon, et a continué en coulant le navire marchand italien Commercio avec des torpilles le même jour, le 19 janvier. Le Splendid est rentré à Alger le 22 janvier.
Le 13 février, le sous-marin repart d’Alger pour une autre patrouille dans la même zone qu’auparavant, au nord de la Sicile. Le 17 février, il a aperçu un splendide convoi italien et a coulé le navire marchand italien XXI Aprile, chargé de 300 tonnes de munitions, 150 tonnes d’approvisionnement et 50 véhicules automobiles. Une semaine plus tard, le sous-marin attaqua un autre convoi italien, tirant toutes ses torpilles, mais ne coula aucun navire. Le Splendid termina sa patrouille en rentrant le 28 février à Alger.
Le Splendid a commencé une autre patrouille le 11 mars, au nord de la Sicile, comme lors des patrouilles précédentes. Après cinq jours de patrouille, le sous-marin a coulé le pétrolier italien Devoli, lourdement escorté, puis le pétrolier Giorgio quatre jours plus tard au nord-est de Cefalù, en Sicile. Le sous-marin a terminé sa patrouille à Malte le 28 mars. Le commandant du Splendid, le lieutenant McGeoch, a reçu l’Ordre du Service distingué à la suite de cette patrouille. Entre sa première patrouille en Méditerranée en novembre 1942 et son naufrage le 21 avril 1943, le Splendid fut le sous-marin britannique le plus efficace, en termes de tonnage total coulé, entre l’invasion de l’Afrique française du Nord (opération Torch), en novembre 1942 et la reddition des forces de l’Axe en Tunisie en mai 1943.

### Naufrage
Le Splendid quitta Malte le 18 avril 1943, pour une patrouille au large de Naples qui fut sa dernière. Trois jours plus tard, le périscope du sous-marin a été repéré par le destroyer allemand Hermès, qui a également détecté le sous-marin au sonar. Le Hermès était le plus grand navire allemand de la mer Méditerranée, à l’exception des dragueurs de mines auxiliaires. Le destroyer effectue trois attaques avec des grenades anti-sous-marines, laissant tomber 41 de ces engins au total. Le Splendid tente de s’échapper en plongeant à 500 pieds (150 m), mais les onze dernières grenades sous-marines provoquent des fuites à l’intérieur de la coque épaisse, et le sous-marin est forcé de remonter à la surface. Le destroyer ouvre le feu sur lui avec ses canons, tuant 18 membres d’équipage et blessant le commandant.
Le Splendid fut sabordé pour ne pas être capturé par l’ennemi, et les survivants de son équipage furent emprisonnés dans des camps de prisonniers de guerre italiens,. Le commandant de Splendid, Ian McGeoch, bien qu’il ait perdu l’usage d’un œil pendant le naufrage de son sous-marin, a fait deux tentatives d’évasion, dont la seconde a été couronnée de succès. Arrivé en Suisse, il a fait enlever l’écharde de métal qu’il avait dans l’œil, puis il a voyagé à travers la France et l’Espagne jusqu’en Angleterre.